# Castelvieilh
Castelvieilh är en kommun i departementet Hautes-Pyrénées i regionen Occitanien i sydvästra Frankrike. Kommunen ligger i kantonen Pouyastruc som tillhör arrondissementet Tarbes. År 2022 hade Castelvieilh 243 invånare.

## Befolkningsutveckling
Antalet invånare i kommunen Castelvieilh
| Referens: INSEE |